# Egyházaskesző, Veszprém
Egyházaskesző  este un sat în districtul Pápa, județul Veszprém, Ungaria, având o populație de 559 de locuitori (2011). 

## Demografie
Componența etnică a satului Egyházaskesző
     Maghiari (97,49%)
     Români (1,67%)
     Romi (0,84%)
Componența confesională a satului Egyházaskesző
     Romano-catolici (65,47%)
     Reformați (4,65%)
     Fără religie (3,58%)
     Luterani (2,5%)
     Necunoscută (22,18%)
     Alte religii (3,04%)
Conform recensământului din 2011, satul Egyházaskesző avea 559 de locuitori. Din punct de vedere etnic, majoritatea locuitorilor (97,49%) erau maghiari, cu o minoritate de români (1,67%).  Din punct de vedere confesional, majoritatea locuitorilor (65,47%) erau romano-catolici, existând și minorități de reformați (4,65%), persoane fără religie (3,58%) și luterani (2,5%). Pentru 22,18% din locuitori nu este cunoscută apartenența confesională.